# Бадай (военачальник)
Бадай (монг. Бадай) — монгольский военачальник, происходивший из рода уряут-килингут. Как и его друг Кишлих, поначалу Бадай был табунщиком нойона Еке-Церена, однако впоследствии, заслужив доверие Чингисхана, был пожалован в дархаты (т. е. обрёл свободу) и стал одним из нойонов-тысячников последнего.
Хозяин Бадая и Кишлиха, Еке-Церен, был сыном Хулан-багатура, брата хана всех монголов Хутулы, и приходился родственником Чингисхану, однако впоследствии ушёл от того к кереитскому правителю Тоорилу (Ван-хану). Когда Ван-хан, подстрекаемый своим сыном Нилха-Сангумом, стал обсуждать с нойонами план нападения на Чингисхана, Еке-Церен, возвратившись с совета, проболтался об этом своей семье. В это же время зашедший в юрту Бадай подслушал разговор хозяев и поспешил рассказать об услышанном Кишлиху. Убедившись в словах товарища, Кишлих предложил доложить об услышанном Чингисхану. Угнав двух меркитских коней, Бадай и Кишлих прискакали к Чингису и доложили тому об опасности, и тот, выслушав табунщиков, приказал своим нукерам немедленно откочёвывать. 
После разгрома кереитов, помня о заслуге Бадая и Кишлиха, Чингисхан даровал обоим дархатство. Кроме них, подобного права была также удостоена семья батрака из рода сулдус Сорган-Ширы, спасшего жизнь ещё молодому Чингису в тайджиутском плену. Бадай и Кишлих также были пожалованы в нойоны-тысячники на всемонгольском курултае 1206 года, и с этих пор они, а также их потомки стали называться килингит-дархатами. 
Рашид ад-Дин в своём труде «Джами ат-таварих» в числе потомков Бадая упоминает Тархан-Хорезми и Садак-тархана.

## В культуре
Бадай стал персонажем романа Исая Калашникова «Жестокий век» (1978).